# Psych: The Big Adventures of Little Shawn and Gus
Psych: The Big Adventures of Little Shawn and Gus è una miniserie animata ispirata alla serie televisiva Psych di Steve Franks.
Prodotta dal regista e illustratore J.J. Sedelmaier e realizzata con un character design super deformed, la miniserie è stata pubblicata da USA Network direttamente sul sito dello show, e tratta delle prime, comiche e rudimentali indagini svolte da Shawn e Gus; rispettivamente doppiati da Liam James e Carlos McCullers II, che rivestono il ruolo di controparti giovani dei protagonisti anche nei flashback d'apertura dei normali episodi.

## Episodi
| N° | Titolo                        | Trama |
| -- | ----------------------------- | --- |
| 1  | Far Out                       | Shawn e Gus trovano una vecchia tuta da Disco Dancer e si convincono si tratti di una tuta spaziale. |
| 2  | Big Dig                       | Shawn e Gus si convincono di poter raggiungere la Cina scavando un tunnel nel giardino del primo. |
| 3  | Pre-School Reunion            | Shawn e Gus partecipano ad una riunione preparative all'inizio delle lezioni scolastiche. |
| 4  | Mystery Meat                  | Stanchi di cibarsi dell'inmangiabile brodaglia della mensa scolastica, Shawn e Gus decidono di scoprire quali sono esattamente gli ingredienti dell'intruglio. |
| 5  | Teacher's Lounge              | Shawn sfida Gus ad entrare nell'aula professori ma, successivamente si sente in colpa e corre in “soccorso” dell'amico, unicamente per scoprire che si stava divertendo. |
| 6  | Bake Spon                     | Gus ipotizza che i biscotti di Billy Bake siano comprati e non fatti in casa, motivo per cui lo segue al fine di smascherarlo, scoprendolo tuttavia essere il figlio della mascotte di una ditta di dolciumi. |
| 7  | Aliens                        | Dopo aver letto un libro sulla teoria del complotto, Gus si convince che tutti i membri del personale scolastico sono alieni e convince Shawn a fare fotografie, finendo però unicamente con l'importunare tutti e venire malmenato. |
| 8  | Missing Lunch                 | Shawn non trovando più il suo pranzo crede che qualcuno l'abbia rubato, tramite una serie di flashback ripercorre dunque la sua mattinata e scopre però che lo ha solo dimenticato a casa per cui, mentre Gus “indaga”, decide di rubarlo a lui.                                                                                          |
| 9  | Hygeia                        | Incuriositi dal fatto che sia più pulito del loro, Gus e Shawn entrano nel bagno delle ragazze, trovandovi una situazione idilliaca governata da “Hygeia”, dea dell'igiene personale, che fa loro promettere di non rivelare quanto scoperto a meno che non vogliano che tutta la scuola sappia che sono entrati nel bagno delle ragazze. |
| 10 | We All Scream                 | Shawn e Gus cercano disperatamente di rimediare soldi a sufficienza per comprare un gelato prima che il furgoncino del gelataio riparta. |
| 11 | There Will Be Chocolate Sauce | Tra proposte strampalate e risultati catastrofici, Shawn e Gus si mettono in testa di dirigere un film amatoriale. |
| 12 | Roller Chase                  | Shawn e Gus vengono inseguiti dalla morte durante una gara di pattinaggio, riuscendo a seminarla. |
| 13 | The Daredevil's in the Detail | Durante un suo sogno, Shawn immagina di essere uno stuntman in uno show televisivo. |
| 14 | Deja Who                      | Shawn e Gus trovano una macchina del tempo e visitano i momenti più significativi della storia. |